# Jean-Marc (personnage de roman)
Jean-Marc est un personnage récurrent dans les œuvres de l’auteur québécois Michel Tremblay. D’après certains indices à travers les romans, on situe sa naissance vers juin 1942 à Montréal, comme le romancier (25 juin 1942, même lieu), qui avoue d’ailleurs que ce protagoniste serait son alter-ego.

## Biographie selon les romans
On le découvre la toute première fois officiellement dans la pièce de théâtre Les odeurs anciennes, (ou parfois sous le titre de Parfums d'intimité lorsque présenté en France) sortie en 1981, dans laquelle on nous présente Jean-Marc en tant que professeur de français à Montréal, écrivain en devenir. Dans la pièce, on le sait en couple avec un certain Yves, mais on rencontre également son ancien copain, l’acteur Luc, dont le père est mourant.
Le personnage fait une seconde apparition, cette fois dans le roman Le Cœur découvert, paru en 1986. Jean-Marc, trente-neuf ans, est célibataire, mais rencontre vite Mathieu, un jeune acteur au chômage, âgé de vingt-quatre ans. Ce dernier,  « ancien hétéro », a eu un enfant avec son ex-femme, Louise, nommé Sébastien. On rencontre également les amies de Jean-Marc, Mélène et Jeanne. Luc y fait également une apparition. L’histoire se déroule entre août 1981 et janvier 1982 (on l’apprend dans la suite, Le cœur éclaté, où Jean-Marc dit qu'il a rencontré Mathieu en 1981, malgré le fait que dans Le cœur découvert les indices démontreraient plutôt août 1984 à janvier 1985, exemple lorsque Jean-Marc dit avoir 39 ans et être né en 1945, mais ce sera toujours en contradiction avec les autres romans).
En 1990, paraît une seconde pièce de théâtre mettant en scène Jean-Marc, Mathieu et Sébastien, nommée La maison suspendue, dans laquelle les trois personnages vivent temporairement dans une maison de campagne, dans trois mondes parallèles mélangeant trois décennies différentes (les uns en 1910, d’autres en 1950, puis finalement en 1990). On apprend dans cette pièce que Jean-Marc est le fils de « la grosse femme » (personnage important de la série Les chroniques du Plateau Mont-Royal). On sait donc que « la grosse femme » était enceinte de lui dans le roman La grosse femme d'à côté est enceinte et dans Thérèse et Pierrette à l'école des Saints-Anges (tous deux parus en 1978 et 1980, dont l'action se passe en 1942), puis ont connaît en partie l’enfance de Jean-Marc (sans qu’il soit nommé), entre autres dans La Duchesse et le Roturier (paru en 1982, dont l'action se passe en 1947) et Le Premier Quartier de la lune (paru en 1989, dont l’action se passe en 1952), où il partage la vedette avec son cousin Marcel. Dans le dernier tome sorti en 1997, Un objet de beauté, avec l'action en 1963, le personnage du fils de la grosse femme, maintenant nommée Nana, ne revient que pour un court passage, pendant qu'il visite sa mère à l'hôpital, mourante.
En 1993, sort le roman Le cœur éclaté, suite directe de Le cœur découvert, dans lequel Jean-Marc, qui a déjà sorti un premier roman, est maintenant séparé de Mathieu, avec qui il a vécu dix ans. Dans sa peine d’amour, il décide de partir en vacances à Key West, où la communauté gay, comme un peu partout dans le monde, est victime du sida, comme un de ses précédents amours, Luc, que l’on découvre au dernier stade de la maladie. À Key West, il aura une relation avec un certain jeune homme, Mickael.
En 1995, Michel Tremblay sort le roman La Nuit des princes charmants, dont le personnage principal est aussi probablement Jean-Marc (écrit à la première personne, sans pour autant prononcer son nom, et l’âge du personnage, à l’époque où l’histoire se déroule, est le même que Jean-Marc et Michel Tremblay à la fois). Le récit raconte l’aventure du jeune homme de dix-huit ans, en 1960, pendant une nuit, à Montréal, alors qu’il décide de perdre sa virginité. Il a le choix entre deux jeunes hommes : Alan, le roux qui parle anglais, ou François Villeneuve l’ambitieux auteur-compositeur-interprète très populaire parmi le milieu gay de l’époque.
Une suite de La nuit des princes charmants paraît en 1997, sous le titre de Quarante-quatre minutes, quarante-quatre secondes, où nous découvrons une tranche de la vie de François (entre 1956 et 1965), alors qu’il replonge dans ce passé, trente ans plus tard. Le présumé Jean-Marc du précédent roman n’apparaît que dans quelques pages vers la fin du récit (dans un souvenir datant de 1965).
Jean-Marc reviendra dans le court roman Hôtel Bristol New York, N.Y., sorti en 1999. L’histoire est en fait une lettre écrite par le personnage à un ami, en mars 1998, pendant qu’il séjourne dans un hôtel à New York, et qu’il est âgé de 55 ans.
En 2001, il fait quelques apparitions dans le roman L'Homme qui entendait siffler une bouilloire (sorti en 2001), où Jean-Marc est présenté comme un bon ami du personnage principal.
Un télé roman réalisé en 2001 et présenté en 2003 sur Radio-Canada, sous le titre Le Cœur découvert, raconte l’histoire de Jean-Marc et de Mathieu (ainsi que la plupart des autres personnages du roman du même nom), mais se situant, au niveau de l’histoire, entre Le Cœur découvert et Le Cœur éclaté. Nous y découvrons éventuellement les événements menant à la séparation du couple.
Finalement, en 2009, la pièce de théâtre Fragments de mensonges inutiles nous remmène un Jean-Marc de l'année 1958 qui vit parallèlement une histoire d'amour avec Manu, un adolescent de 2008. Ensemble, et chacun dans leur époque, nous voyons autour d'eux la réaction de leurs proches.

## Liste des romans et pièces de théâtre incluant le personnage
- Les anciennes odeurs [1981, théâtre]
- La Duchesse et le Roturier [1982, roman]
- Le cœur découvert [1986, roman]
- Le premier quartier de la Lune [1989, roman]
- La maison suspendue [1990, théâtre]
- Le cœur éclaté [1993, roman]
- La nuit des princes charmants [1995, roman]
- Un objet de beauté [1997, roman]
- Quarante-quatre minutes, quarante-quatre secondes [1997, roman]
- Hôtel Bristol New York, N.Y. [1999, roman]
- L'Homme qui entendait souffler une bouilloire [2001, roman]
- Fragments de mensonges inutiles [2009, théâtre]

(En 2005, paraît Le gay savoir, un recueil des romans La nuit des princes charmants; Quarante-quatre minutes, quarante-quatre secondes; Le cœur découvert; Le cœur éclaté; Hôtel Bristol New York, N.Y.)

## Source
Toutes les sources de cette page proviennent de la lecture de ces romans.